# Квартуччи, Педро
Педро Висенте Эрнесто Квартуччи (исп. Pedro Vicente Ernesto Quartucci, 30 июля 1905, Буэнос-Айрес — 20 апреля 1983, Буэнос-Айрес) — аргентинский боксёр и актёр. На Олимпиаде 1924 года в Париже завоевал бронзовую медаль в составе аргентинской команды по боксу. Выступал в полулёгком весе.
На своей родине, в Аргентине, более известен как киноактер, снявшийся более чем в пятидесяти фильмах. Кинокарьера Квартуччи продолжалась с 1931 по 1980 годы.